# Mădulari (gmina Cernișoara)
Mădulari – wieś w Rumunii, w okręgu Vâlcea, w gminie Cernișoara. W 2011 roku liczyła 682 mieszkańców.